# Bothus mancus
Bothus mancus är en art av plattfisk som först beskrevs av Pierre Marie Auguste Broussonet år 1782. Den ingår i släktet Bothus och familjen tungevarsfiskar. Inga underarter finns listade.
Arten förekommer vid kustlinjerna i Indiska oceanen och Stilla havet. Den når även Röda havet men den saknas vid östra Arabiska halvön, Indien och västra Australien. I Stilla havet når Bothus mancus norrut till södra Japan, Hawaii och halvön Baja California. Arten registrerades vid ett maximalt djup av 256 meter. Den håller sig nära klippor, korallrev och områden med sjögräs. Födan utgörs av kräftdjur och små fiskar. Arten är ofta nattaktiv och ibland dagaktiv.
Individerna blir upp till 48 cm (eller 51 cm) långa. Den maximala vikten är 1,8 kg. Arten har i ryggfenan 96 till 104 mjuka fenstrålar och inga taggar. I analfenan saknas likaså taggar och antalet strålar är 74 till 81. På den sida där ögonen ligger förekommer större ljusa fläckar med mörka kanter samt många små ljusa punkter. De flesta exemplar har vid sidolinjeorganen tre mörka fläckar.
I några regioner fiskas Bothus mancus som matfisk. Hela populationen anses vara stabil. IUCN listar arten som livskraftig (LC).